# 姫宮神社 (柏市)
姫宮神社（ひめみやじんじゃ）は、千葉県柏市の神社。

## 歴史
1585年（天正13年）に創建された。ちょうど、そのころに小青田村が形成されつつあり、小青田村の鎮守として創建されたのが当社の起源である。
平成期の柏たなか駅周辺の都市開発にあわせて、拝殿の改修を行っている。
小青田地区では、椿の花を持っている伊邪奈美神の姿を描いた掛軸を当社の神体としていることから、昔から境内以外では椿を植えないことになっている。一方、隣の野田市三ツ堀では、かつては三ツ堀のどろ祭と呼ばれる祭りが開催されており、その際に椿の枝に泥をつけていた。そのことから隣の集落にもかかわらず、ほとんど交流がなかったという。

## 交通アクセス
- 柏たなか駅より徒歩13分。